# ハルクラル・ドゥストリギ駅
ハルクラル・ドゥストリギ駅（ウズベク語: Xalqlar doʻstligi bekati）はウズベキスタンのタシュケントチランザール地区にある、タシュケント地下鉄チランザール線の駅。

## 沿革
1977年11月6日にオクトーバー・インキロビ（後のアミール・ティムール・ヒヨボニ駅）-サビル・ラヒモフ（後のアルマザール駅）間開通と同時にハルクラル・ドゥストリギ駅が開業。
2008年8月6日に駅名をハルクラル・ドゥストリギからブニョドコル（Bunyodkor）に改名される。ただし、2018年4月26日に当時のウズベキスタン大統領であったシャフカト・ミルジヨエフが以前の名前に戻すことを提案し、タシケント市人民代議院は2018年5月3日の第36回会議にて、駅名を「ハルクラル・ドゥストリギ」に戻すことを承認した。

## 駅構造
島式ホーム1面2線を有する地下駅。プラットホームはシャローコラム構造であり、駅構内の壁や柱はライトグレーの大理石で覆われている。プラットホームの壁と踊り場は芸術家 V. バーマキンによるエナメル画で装飾されており、床は灰色と黒色の花崗岩が敷き詰められている。
ホームから出口への階段はホーム両端にあり、改札口も別個に設置されている。改札口は入口・出口で分けられており、入口側はセキュリティチェックがある。

## 駅周辺
- ブニョドコル広場
- 人民友好宮殿（英語版、ウズベク語版）
- イスティクロル芸術宮殿（ウズベク語版）
- ブニョドコル大通り
- イスラム・カリモフ大通り
- フルカット通り
- ウズベキスタン銀行協会（英語版、ウズベク語版）[7]
- NRG U-TOWER

## 隣の駅
タシュケント地下鉄
 チランザール線
パフタコール駅 - ハルクラル・ドゥストリギ駅 - ミリー・バグ駅